# 레오노르 피니
레오노르 피니(Leonor Fini, 1907년 ~ 1996년)는 아르헨티나의 화가이다. 아르헨티나의 부에노스 아이레스에서 출생하였다. 한스 리히터에 의하면 쉬르레알리슴 그림을 그리는 여류화가는 피니뿐만 아니고 레오노라 카린톤, 드로테아 타닝, 메레트 오펜하임 모두가 에른스트에서 큰 영향을 받았다. 대표작으로는 《세계의 끝》, 《지질학적인 기억》이 있다.

## 참고 문헌
- 이 문서에는 다음커뮤니케이션(현 카카오)에서 GFDL 또는 CC-SA 라이선스로 배포한 글로벌 세계대백과사전의 내용을 기초로 작성된 글이 포함되어 있습니다.

- Kent, Sarah (2009년 10월 30일). “Leonor Fini: surreal thing”. 《The Daily Telegraph》. 2009년 11월 1일에 확인함.
- Her work at CFM Gallery
- Biography at the Gallery Minsky (and pictures)
- Leonor Fini on Wikiart.org
- Ten Dreams Galleries